# Hrvatska državna nagrada
Hrvatska državna nagrada je priznanje Republike Hrvatske ustanovljeno Zakonom o odlikovanjima i priznanjima Republike Hrvatske. Dodjeljuje se jednom godišnje (za Dan državnosti), hrvatskim državljanima i pravnim osobama za zasluge i postignuća u promicanju znanosti, gospodarstva, kulture, umjetnosti, športa i drugih područja društvenog života u Republici Hrvatskoj. Dodjeljuje ju Predsjednik Republike Hrvatske na vlastiti poticaj ili na prijedlog Državnog povjereništva za odlikovanja i priznanja Republike Hrvatske.

## Izgled
Hrvatska državna nagrada se sastoji od velikog znaka Nagrade (za pravne osobe) te malog znaka Nagrade i umanjenice (za fizičke osobe), te isprave o dodjeli.
Veliki znak Nagrade kovan je u srebru finoće 999/1000, veličine 180 x 140 mm. U gornjem poluokruglom lučnom dijelu znaka upisan je tekst HRVATSKA DRŽAVNA NAGRADA, u sredini znaka je reljefni povijesni hrvatski grb u obliku štita obrubljen zlatom finoće 750/1000, iza kojeg se s lijeve i desne strane naziru zraci stiliziranog sunca. Donje dvije trećine znaka izrađene su u obliku slova T i imaju zlatni rub finoće 750/1000. U gornjem dijelu slova T otisnuti su povijesni hrvatski grbovi s grba Republike Hrvatske. U sredini je prikazana stilizirana školjka sa središnjim krugom promjera 8 mm. Lijevo i desno s vanjske strane prikazani su stilizirani valovi, a u donjem dijelu je klasje žita s hrvatskim tropletom.
Mali znak Nagrade kovan je u srebru finoće 999/1000, veličine je 70 x 52 mm. U gornjem poluokruglom lučnom dijelu znaka upisan je tekst HRVATSKA DRŽAVNA NAGRADA, u sredini znaka je reljefni povijesni hrvatski grb u obliku štita obrubljen zlatom finoće 750/1000, iza kojeg se s lijeve i desne strane naziru zraci stiliziranog sunca. Donje dvije trećine znaka izrađene su u obliku slova T i imaju zlatni rub finoće 750/1000. U gornjem dijelu slova T otisnuti su povijesni hrvatski grbovi s grba Republike Hrvatske. U sredini je prikazana stilizirana školjka s krugom promjera 8 mm u kojem je apliciran akvamarin. Lijevo i desno s vanjske strane prikazani su stilizirani valovi, a u donjem dijelu je klasje žita s hrvatskim tropletom. Mali znak Nagrade je obješen na trokut donjih stranica duljine 53 mm, a gornje stranice duljine 48 mm, u bojama zastave Republike Hrvatske, kojem su u bijelom polju otisnuti naizmjence rombovi bijele i crvene boje u tri reda.
Umanjenicu Nagrade čini pravokutnik širine 10 mm i 20 mm visine, složen od vrpce u bojama zastave Republike Hrvatske s otisnutim naizmjence crvenim i bijelim rombovima u bijelom polju. Na naličju umanjenice Nagrade je igla izrađena od srebra finoće 999/1000 sa suzicom na donjem dijelu. 
Pri dodjeli Nagrade dodjeljuje se isprava o dodjeli.

## Dodijeljene Nagrade
Do 1. prosinca 2018. predsjednici Republike Hrvatske donijeli su ukupno 8 odluka o dodjeli Hrvatske državne nagrade. Dosadašnji dobitnici su:
- 2002. - Matica hrvatska[3]
- 2009. - akademik Hrvoje Požar (postumno)[4]
- 2011. - Hrvatska akademija znanosti i umjetnosti[5]
- 2012. - Zagrebačka filharmonija[6]
- 2013. - Hrvatski crveni križ[7]
- 2014. - maestro Milan Horvat (postumno)[8]
- 2016. - Hrvatska vatrogasna zajednica[9]
- 2017. - Medicinski fakultet u Zagrebu[10]
- 2019. - Hrvatski liječnički zbor[11]